# Георг Якоб
Георг Якоб (нім. Georg Jakob; 22 березня 1915, Фюрт — 1 вересня 1991, Меербуш) — німецький льотчик-ас штурмової авіації, оберстлейтенант люфтваффе. Кавалер Лицарського хреста Залізного хреста з дубовим листям.

## Біографія
В юності займався планеризмом. 5 листопада 1934 року вступив рядовим в 19-й піхотний полк. Незабаром був переведений в люфтваффе. Після закінчення льотного училища 5 лютого 1935 року зарахований в авіаційну групу «Тутов». 1 липня 1938 року зарахований в 1-у ескадрилью 165-ї (з травня 1939 року — 77-ї) ескадри пікіруючих бомбардувальників. Учасник Польської і Французької кампаній. З 19 серпня 1940 року — командир 2-ї ескадрильї своєї ескадри. Учасник Балканської кампанії, боїв над Критом, а з червня 1941 року — Німецько-радянської війни. З 26 серпня по 19 грудня 1942 року — командир 3-ї групи своєї ескадри, керував її діями в районі Горлівки та Вітебська. Після закінчення льотних курсів (Якоб переучувався для польотів на FW.190) 30 січня 1944 року очолив 10-у ескадру підтримки сухопутних військ і командував нею до кінця війни. Керував діями ескадри в Криму, у Прибалтиці, а також на центральній ділянці Східного фронту, в Румунії та Угорщині. В травні 1945 року здався американським військам.
Всього за час бойових дій здійснив 1091 бойовий виліт.

## Нагороди
- Нагрудний знак пілота
- Медаль «За вислугу років у Вермахті» 4-го класу (4 роки)
- Залізний хрест 2-го і 1-го класу
- Почесний Кубок Люфтваффе (23 вересня 1941)
- Німецький хрест в золоті (24 листопада 1941)
- Лицарський хрест Залізного хреста з дубовим листям
  - лицарський хрест (27 квітня 1942) — за 520 бойових вильотів.
  - дубове листя (№615; 30 вересня 1944) — за 1013 бойових вильотів.
- Авіаційна планка штурмовика в золоті з підвіскою «1000»